# Ahmad Matin-Daftari
Ahmad Matin-Daftari (persisch احمد متین‌دفتری‎; * 1896 in Teheran; † 1971 ebenda) war Jurist, Universitätsprofessor, Justizminister und 1939–1940 unter der Schah-Herrschaft Premierminister des Iran. Er war ein Sympathisant Nazi-Deutschlands.

## Leben
Ahmad Matin-Daftari, auch bekannt unter dem Beinamen Mo'in al-Dowleh wurde 1896 als Sohn des Mirza Mahmud-Chan Ein ol-Mamalek geboren. Er entstammte einer alten iranischen Beamtenfamilie, die ihre Ursprünge bis in die Zand-Dynastie zurückverfolgen konnte.
Matin-Daftari besuchte die Deutsche Schule Teheran. Nach dem Abitur arbeitete er als Übersetzer an der deutschen Botschaft. Er studierte an der Universität Lausanne und promovierte in der Schweiz mit der Dissertation La Suppression des capitulations en Perse (dt. Die Abschaffung der Kapitulationen in Persien). Die Arbeit wurde 1930 in Paris veröffentlicht.
Er war Abgeordneter des iranischen Parlaments, dem Madschles. Neben seinen politischen Ämtern lehrte Matin-Daftari an der Universität Teheran Rechtswissenschaften im Gebiet des Zivilrechts. 1935 wurde er Justizminister.
Am 26. Oktober 1939 wurde er von Reza Schah Pahlavi mit der Regierungsbildung des offiziell neutralen Landes beauftragt. Sein Vorgänger Mahmud Dscham wurde Hofminister. Eine seiner ersten Handlungen als Premierminister war die Absetzung des pro-britischen Zentralbankvorsitzenden Abol Hassan Ebtehadsch, den er mit dem Ex-Finanzminister Mohammad Ali Farzine ersetzte. Matin-Daftari befürwortete die deutsche Besatzung von Teilen der Tschechoslowakei in der Sudetenkrise und provozierte die Briten. Ab dem 19. November 1939 setzte er sich für die Aufhebung der britischen Blockade des Persischen Golfs ein. Während seiner Regierungszeit fand die erste nationale Volkszählung Irans statt. Er gründete am 25. April 1940 auch mit Hilfe der Siemens AG Radio Teheran (Bi-Sim), wozu Joseph Goebbels persönlich Hand bot, indem er dem Sender die damals modernste Technologie sowie Schreibmaschinen mit persischen Buchstaben lieferte. Nach der anglo-sowjetischen Invasion wurde Matin-Daftari auf Anordnung Großbritanniens 1941 wegen seiner politischen Beziehungen zu Deutschland verhaftet.
Ahmad Matin-Daftari war mit Mansoureh, der jüngsten Tochter seines Onkels, dem Pahlavi-Gegner Mohammad Mossadeghs, verheiratet und hatte zwei Söhne. Sein Sohn Hedayatollah Matin-Daftari war Mitglied der Volksmudschahedin und Gründer der National-Demokratischen Front Irans. Seine politische Karriere nahm 1962 ein vorzeitiges Ende. Der Grund war die politische Aktivität seiner zwei Söhne insbesondere Hedayatollah Matin-Daftari, der sich der Volksmudschahedin-Guerillaorganisation angeschlossen hatte, um Schah Mohammad Reza Pahlavi zu stürzen.
Ahmad Matin-Daftari starb 1971 in Teheran.